# Ігринське сільське поселення
Ігри́нське сільське поселення — муніципальне утворення в складі Ігринського району Удмуртії, Росія. Адміністративний центр — селище Ігра.
Населення — 20253 особи (2015; 20624 в 2012, 20768 в 2010).

## Склад
До складу поселення входять такі населені пункти:
| Населений пункт   | Населення, осіб (2010) | Населення, осіб (2012) |
| ----------------- | ---------------------- | ---------------------- |
| Ігра, селище      | 20737                  | 20594                  |
| Нагорний, виселок | 31                     | 30                     |